# Monotoma quadrifoveolata
Monotoma quadrifoveolata är en skalbaggsart som beskrevs av Aubé 1837. Monotoma quadrifoveolata ingår i släktet Monotoma, och familjen gråbaggar. Enligt den svenska rödlistan är arten nationellt utdöd i Sverige. . Arten har tidigare förekommit i Götaland men är numera lokalt utdöd. Artens livsmiljö är jordbrukslandskap, stadsmiljö.